# Michael Maien
Michael Maien (* 12. Oktober 1945 in Nürnberg) ist ein deutscher Schauspieler, Schlagersänger, Drehbuchautor und Schriftsteller.

## Leben und Wirken
Maien war durch seine Eltern schon früh mit künstlerischem Schaffen vertraut, seine Mutter war Pianistin, sein Vater Maler und Grafiker. Sowohl sein Bruder als auch seine Schwester und er selbst haben künstlerische Berufe ergriffen. Nach der Mittleren Reife an einem Münchner Gymnasium besuchte er die Otto-Falckenberg-Schule. Den Unterhalt für seinen Schauspielunterricht verdiente er sich als Kabelträger.
Nach dem erfolgreichen Abschluss begann seine Karriere 1965 mit Wälsungenblut unter der Regie von Rolf Thiele Er übernahm in dem Film nach der gleichnamigen Erzählung von Thomas Mann die männliche Hauptrolle Sigmund. Thema des Films ist inzestuöse Liebe. Der Film wurde auf der Berlinale gezeigt, sorgte wegen seiner Thematik für einen Skandal und wurde erst für Zuschauer ab 18 Jahren freigegeben. Im Mai 1965 wurde Maien für seine erste Rolle der Medienpreis Bambi verliehen, in der Kategorie „Bester deutscher Nachwuchsschauspieler“.
Parallel zur Filmarbeit begann er 1966 eine Schlagerlaufbahn und trat mit Schlagern wie Ich kann keine Mädchen weinen sehen* in diversen Fernsehsendungen wie Musik aus Studio B und Die Drehscheibe auf. In der Jugendzeitschrift BRAVO erschienen zahlreiche Berichte über ihn. Andere Singles folgten (Ich mach alle Lichter an; Immer wieder nein), die alle im legendären Aufnahmestudio des Hotel Esplanade in Berlin eingespielt wurden. Die Single Wirf den Schlüssel aus dem Fenster und die B-Seite Träumst du wie ich vom großen Glück wurden sehr häufig in der Sendung Der aktuelle Plattenteller vom Deutschlandfunk gespielt. Zuvor spielte der Deutschlandfunk diesen Schlager wiederholt bei den Neuvorstellungen am Sonntag. Dennoch blieb ein Charterfolg mit dieser Single aus. Ich kann keine Mädchen weinen sehen blieb sein einziger Charterfolg. Da die deutschen Musikproduktionen wegen der anglo-amerikanischen Musikinvasion in die Krise gerieten, und auch der Kinofilm seine Talfahrt begann, drehte Maien erste Fernsehfilme und die ebenfalls von Thiele gedrehte Komödie Grieche sucht Griechin neben Heinz Rühmann.
Seine nächste Aufmerksamkeit erregende Hauptrolle übernahm Maien 1968 in dem Aufklärungsfilm Das Wunder der Liebe II nach einem Drehbuch von Oswalt Kolle, in dem er neben Petra Perry die männliche Hauptfigur des „Michael“ verkörpert; der äußerst erfolgreiche Film verstärkte Maiens Popularität und erhielt die Goldene Leinwand. Einen weiteren Film dieses Genres drehte er 1970 mit dem Kolle-Film Dein Mann, das unbekannte Wesen. Parallel dazu übernahm Maien zahlreiche Rollen in Sexkomödien im Stil der Zeit mit Filmtiteln wie Ritter Orgas muss mal wieder oder Unterm Röckchen stößt das Böckchen. 1970 spielte er außerdem neben Curd Jürgens und Brigitte Mira in dem Kriminalfilm Das Stundenhotel von St. Pauli (Regie: Rolf Olsen). Gastauftritte hatte er in der ZDF-Krimiserie Der Kommissar (Episoden: Das Messer im Geldschrank, 1969,  als Juri Brandic, der jüngere Bruder des staatenlosen Barbesitzers Mirko Brandic, an der Seite von Lukas Ammann; Domanns Mörder, 1974).  1972 übernahm er die männliche Hauptrolle in Hochzeitsnacht-Report (Regie: Hubert Frank, Produktion: Artur Brauner) neben Ingrid Steeger.
Daneben arbeitete Maien weiter fürs Fernsehen und übernahm auch Rollenangebote aus dem Ausland. Ein Film mit seiner Mitwirkung, der deutsch-britische Exploitation-Horrorfilm Hexen bis aufs Blut gequält (auch Mark of the Devil) stand in Deutschland bis 2017 auf dem Index und gilt bei Kennern des Genres vor allem in den USA als Kultfilm. Danach drehte er u. a. in Italien In der Glut des Mittags (1970) (La salamandra del deserto) und L’occhio nel labirinto (1972). Mit dem Kinosterben Mitte der 1970er Jahre wechselte Maien als Schauspieler zum Theater und ins Fernsehen: Zwischen 1977 und 1987 war er mehrfach in Episoden der Krimiserien Derrick und Der Alte zu sehen. Danach zog er sich auch aus dem Fernsehgeschäft zurück.
Bereits in den 1960er Jahren hatte Maien versucht, als Drehbuchautor Fuß zu fassen, hatte bei Drehbüchern als Co-Autor gewirkt und Skripte für Vorfilme erstellt, die auch in die Kinos kamen. Seit den späten 1970er Jahren war Maien als Kolumnist und Autor für Kulturzeitschriften in seinem Wohnort Düsseldorf tätig. Seit 1996 lebt er als freier Schriftsteller und tritt bei Lesungen vornehmlich im Raum Düsseldorf in Erscheinung. In seinem Schlüsselroman Der süße Duft des Abschieds, der im Filmmilieu seiner aktiven Zeit spielt, lässt er Stars wie Horst Buchholz, Rainer Werner Fassbinder, Rock Hudson, Curd Jürgens, Klaus Kinski, Sophia Loren und Romy Schneider auftreten.
Von 1969 bis 1980 war Maien mit Heidi Maien verheiratet, aus der Ehe entstammt der Sohn Markus. Seit 1981 ist er mit Anny Maien verheiratet. Das Paar lebt in Düsseldorf.

## Filmografie
- 1965: Wälsungenblut
- 1966: Gewagtes Spiel (Folge 23: Kleine Fische)
- 1966: Die hundertste Nacht (TV)
- 1966: Grieche sucht Griechin
- 1966–1967: Wenn die Musik nicht wär (Fernsehserie, 13 Folge)
- 1967: Ein Monat auf dem Lande (TV)
- 1967: Jungfrau aus zweiter Hand
- 1967: Heinrich IV. (TV)
- 1967: 48 Stunden bis Acapulco
- 1968: Die Nichten der Frau Oberst
- 1968: Zieh dich aus, Puppe
- 1968: Oswalt Kolle: Das Wunder der Liebe II – Sexuelle Partnerschaft
- 1968: Der Nächste bitte! (TV)
- 1969: Der Kommissar – (Folge 2: Das Messer im Geldschrank)
- 1969: Die Nichten der Frau Oberst. 2. Teil – Mein Bett ist meine Burg
- 1969: Sing, Sing, Sing: Eine Jacob-Sisters Show (TV)
- 1969: Bitte nicht mit mir
- 1969: Die Neffen des Herrn General
- 1969: Hotel Royal (Fernsehfilm)
- 1970: Hexen bis aufs Blut gequält
- 1970: Das Stundenhotel von St. Pauli
- 1970: Porno Baby
- 1970: In der Glut der Sonne (La salamandra del deserto)
- 1970: Ritter Orgas muss mal wieder
- 1970: Immer die verflixten Weiber
- 1971: Vier Mal heute Nacht
- 1972: L’occhio nel labirinto
- 1972: Hochzeitsnacht-Report
- 1972: Lilli – die Braut der Kompanie
- 1972: Die Geisha (TV)
- 1973: Liebesmarkt
- 1974: Unterm Röckchen stößt das Böckchen
- 1974: Ach jodel mir noch einen
- 1974: Der Kommissar – (Folge 68: Domanns Mörder)
- 1977: Frauen ohne Unschuld
- 1977–1987: Der Alte (Fernsehserie, 6 Folgen)
- 1978–1980: Derrick (Fernsehserie, 3 Folgen)
- 1980: Zirkus der Verdammten (Circus maximus)

## Diskografie
Singles
- 1966: Wirf den Schlüssel aus dem Fenster (Philips)
- 1966: Ich mach alle Lichter an (Philips)
- 1966: Ich kann keine Mädchen weinen sehn / Vertrau auf mich (Philips)
- 1967: Immer wieder nein / Fern so fern  (Philips)

## Literarische Werke
- Der süße Duft des Abschieds. éditions trèves 2002, ISBN 978-3-88081-446-2